# 崔漸煥
崔 漸煥（チェ・ジョムファン、朝鮮語: 최점환、英語: Jum Hwan Choi、1963年6月9日 - ）は、大韓民国出身の元プロボクサー。元IBF世界ライトフライ級王者。元WBC世界ミニマム級王者。世界2階級制覇王者。
日本語文献では「チェ・ジュンファン」とも。

## 来歴
1983年3月13日、プロデビュー。
1984年5月13日、11戦目で韓国ライトフライ級王座獲得。
同年11月16日、無敗のまま13戦目で世界初挑戦。IBF世界ライトフライ級王者ドディ・ボーイ・ペニャロサ（フィリピン）に挑み、15回判定負け。プロ初敗北を喫する。
1986年12月7日、世界再挑戦。ペニャロサが返上して空位となったIBF世界ライトフライ級王座を同じ韓国人の朴照雲と争い、15回判定勝ち。16戦目で世界王者を獲得するく。その後、3度の防衛に成功、そのうち一度は松田利彦に4RKO。
1988年11月5日、4度目の防衛戦でタシー・マカロス（フィリピン）に15回判定負けを喫し、王座陥落。その後、1年間試合から遠ざかる。
1989年11月12日、1階級下のWBC世界ミニマム級王者ナパ・キャットワンチャイ（タイ）に挑んだ世界タイトル挑戦試合が再起戦となり、最終ラウンド12回でTKO勝ちを収め2階級制覇を達成した。
1990年2月7日、初防衛戦。後楽園ホールで大橋秀行と対戦し、9回KO負け。王座から陥落し、この試合を最後に現役を引退。

## 獲得タイトル
- 韓国ライトフライ級王座
- IBF世界ライトフライ級王座（防衛3）
- WBC世界ミニマム級王座（防衛0）